# Megan Keller
Megan Keller (* 1. Mai 1996 in Farmington, Michigan) ist eine US-amerikanische Eishockeyspielerin, die seit 2023 für die Boston Fleet in der Professional Women’s Hockey League auf der Position der Verteidigerin spielt. Keller ist seit 2014 Mitglied der Frauen-Eishockeynationalmannschaft der Vereinigten Staaten und mehrfache Weltmeisterin sowie Olympiasiegerin.

## Karriere
Keller verbrachte ihre Highschool-Zeit an der North Farmington High School und war für das Juniorenteam der Detroit Honeybaked aktiv. Dort spielte sie zwischen 2010 und 2014 und nahm während dieser Zeit mit der US-amerikanischen U18-Auswahl an der U18-Frauen-Weltmeisterschaft 2014 teil, wo sie die Silbermedaille gewann. Zudem wies sie die beste Plus/Minus-Statistik des Turniers auf.
Nach ihrem Schulabschluss im Sommer 2014 zog es die Verteidigerin ans Boston College, wo sie parallel zu ihrem Studium für das Universitätsteam in der Hockey East, einer Division im Spielbetrieb der National Collegiate Athletic Association, auflief. Noch im selben Jahr debütierte Keller beim 4 Nations Cup 2014 in der Frauen-Eishockeynationalmannschaft der Vereinigten Staaten und nahm im folgenden Frühjahr an der Weltmeisterschaft 2015 teil. In der folgenden Spielzeit errang die Abwehrspielerin die Divisionsmeisterschaft mit dem Team des Boston College und wurde darüber hinaus als beste Verteidigerin der Liga ausgezeichnet. Anschließend ließ sie bei der Weltmeisterschaft 2016 ihren zweiten WM-Titel folgen. Ebenso erfolgreich verlief auch ihr drittes Collegejahr. Erneut gewann sie mit dem College die Hockey East und wurde zudem als beste Spielerin der Division mit dem Cammi Granato Award prämiert. Bei den Welttitelkämpfen 2017 sicherte sie sich erneut die Goldmedaille – ihre dritte insgesamt.
In der Folge unterbrach die Verteidigerin ihr Studium im Sommer 2017 und wurde vom US-amerikanischen Eishockeyverband USA Hockey für die Vorbereitung auf die Olympischen Winterspiele 2018 in Pyeongchang rekrutiert. Bei diesen gewann Keller mit dem Team USA die olympische Goldmedaille. Anschließend kehrte er an ihr College zurück und beendete ihr Studium dort im Jahr 2019 mit einem major in communications.
Im Sommer 2019 wurde die CWHL aufgelöst und infolgedessen die Professional Women’s Hockey Players Association gegründet. Für diese lief Keller bis 2023 bei Promotionsspielen auf. Parallel dazu war sie als Expertin bei TV-Übertragungen der Minnesota Wild beschäftigt. Im Jahr 2023 wurde aus der PWHPA heraus die Professional Women’s Hockey League gegründet. Dabei gehörte Keller zu den ersten Spielerinnen, die in der neuen Liga einen Vertrag erhielten, als sie am 7. September 2023 beim Team PWHL Boston einen Vertrag unterschrieb.

## Erfolge und Auszeichnungen
- 2016 Hockey-East-Meisterschaft mit dem Boston College
- 2017 Hockey-East-Meisterschaft mit dem Boston College
- 2024 Second All-Star-Team der PWHL

### International
| - 2014 Silbermedaille bei der U18-Frauen-Weltmeisterschaft - 2014 Beste Plus/Minus-Statistik der U18-Frauen-Weltmeisterschaft - 2015 Goldmedaille bei der Weltmeisterschaft - 2016 Goldmedaille bei der Weltmeisterschaft - 2017 Goldmedaille bei der Weltmeisterschaft - 2018 Goldmedaille bei den Olympischen Winterspielen | - 2019 Goldmedaille bei der Weltmeisterschaft - 2021 Silbermedaille bei der Weltmeisterschaft - 2022 Goldmedaille bei den Olympischen Winterspielen - 2022 Silbermedaille bei der Weltmeisterschaft - 2023 Goldmedaille bei der Weltmeisterschaft - 2025 Goldmedaille bei der Weltmeisterschaft |

## Karrierestatistik
Stand: Ende der Saison 2023/24

### International
Vertrat die USA bei:
| - U18-Frauen-Weltmeisterschaft 2014 - Weltmeisterschaft 2015 - Weltmeisterschaft 2016 - Weltmeisterschaft 2017 - Olympischen Winterspielen 2018 | - Weltmeisterschaft 2019 - Weltmeisterschaft 2021 - Olympischen Winterspielen 2022 - Weltmeisterschaft 2022 - Weltmeisterschaft 2023 |

(Legende zur Spielerstatistik: Sp oder GP = absolvierte Spiele; T oder G = erzielte Tore; V oder A = erzielte Assists; Pkt oder Pts = erzielte Scorerpunkte; SM oder PIM = erhaltene Strafminuten; +/− = Plus/Minus-Bilanz; PP = erzielte Überzahltore; SH = erzielte Unterzahltore; GW = erzielte Siegtore; 1 Play-downs/Relegation; Kursiv: Statistik nicht vollständig)